# مانوئل فراز کامپوس سلیز
مانوئل فراز کامپوس سلیز (به پرتغالی: Dr. Manuel Ferraz de Campos Sale) (زاده ۱۵ فوریه ۱۸۴۱ - درگذشته ۲۸ ژوئن ۱۹۱۳) وکیل، کشاورز قهوه و سیاستمدار اهل برزیل بود. اوج موفقیت سیاسی‌اش انتخاب شدنش به عنوان رئیس‌جمهور برزیل بود. او از سال ۱۸۹۸ تا ۱۹۰۲ این سمت را در اختیار داشت. وی در دوران ریاست‌جمهوری خود اصلاحات مالی سختگیرانه‌ای را به تصویب رساند.